# Talfita
Talfita (arab. تلفيتا) – miejscowość w Syrii, w muhafazie Damaszek. W 2004 roku liczyła 4082 mieszkańców.